# Oust-Bolcheretsk
Oust-Bolchretsk (en russe : Усть-Большерецк), parfois raccourci en Bolcheretsk, est un village de Russie dans le raïon d'Oust-Bolcheretsk dont il forme le centre administratif.